# چرخ‌ریسک تاب‌لانه کاکل‌سفید

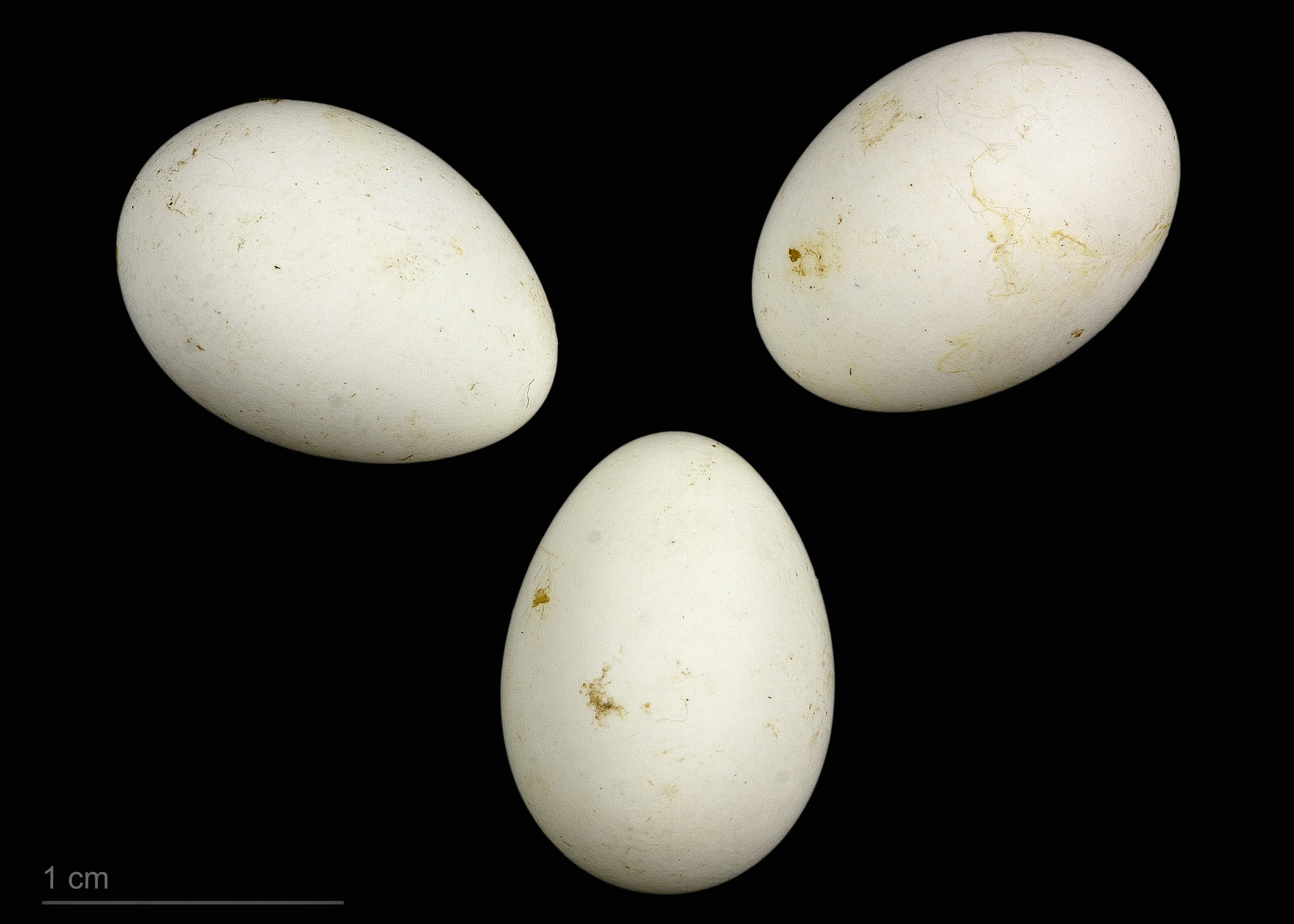
Remiz coronatus

چرخ‌ریسک تاب‌لانه کاکل‌سفید (نام علمی: Remiz coronatus) نام یک گونه از تیره چرخ‌ریسک تاب‌لانه است.